# Géza Csapó
Géza Csapó (Szolnok, 29 de diciembre de 1950-Szeged, 14 de septiembre de 2022) fue un deportista húngaro que compitió en piragüismo en la modalidad de aguas tranquilas.
Participó en dos Juegos Olímpicos de Verano en los años 1972 y 1976, obteniendo dos medallas, bronce en Múnich 1972 y plata en Montreal 1976. Ganó once medallas en el Campeonato Mundial de Piragüismo entre los años 1970 y 1977, y una medalla en el Campeonato Europeo de Piragüismo de 1969.

## Palmarés internacional
| Juegos Olímpicos   | Juegos Olímpicos          | Juegos Olímpicos  | Juegos Olímpicos |
| Año                | Lugar                     | Medalla           | Competición      |
| ------------------ | ------------------------- | ----------------- | ---------------- |
| 1972               | Múnich (RFA)              | Medalla de bronce | K1 1000 m        |
| 1976               | Montreal (Canadá)         | Medalla de plata  | K1 1000 m        |
| Campeonato Mundial |                           |                   |                  |
| Año                | Lugar                     | Medalla           | Competición      |
| 1970               | Copenhague (Dinamarca)    | Medalla de bronce | K1 4 × 500 m     |
| 1971               | Belgrado (Yugoslavia)     | Medalla de oro    | K1 4 × 500 m     |
| 1971               | Belgrado (Yugoslavia)     | Medalla de bronce | K4 1000 m        |
| 1973               | Tampere (Finlandia)       | Medalla de oro    | K1 500 m         |
| 1973               | Tampere (Finlandia)       | Medalla de oro    | K1 1000 m        |
| 1973               | Tampere (Finlandia)       | Medalla de oro    | K2 10 000 m      |
| 1974               | Ciudad de México (México) | Medalla de plata  | K1 500 m         |
| 1974               | Ciudad de México (México) | Medalla de oro    | K1 1000 m        |
| 1975               | Belgrado (Yugoslavia)     | Medalla de oro    | K1 500 m         |
| 1975               | Belgrado (Yugoslavia)     | Medalla de bronce | K4 1000 m        |
| 1977               | Sofía (Bulgaria)          | Medalla de bronce | K2 500 m         |
| Campeonato Europeo |                           |                   |                  |
| Año                | Lugar                     | Medalla           | Competición      |
| 1969               | Moscú (URSS)              | Medalla de oro    | K2 10 000 m      |